# Fitchburg Trappers
Die Fitchburg Trappers waren ein US-amerikanisches Eishockeyfranchise der Atlantic Coast Hockey League aus Fitchburg, Massachusetts. 

## Geschichte
Die Fitchburg Trappers nahmen zur Saison 1981/82 als eines von sieben Gründungsmitgliedern den Spielbetrieb in der Atlantic Coast Hockey League auf. Als Trainer des Teams wurde Jean-Guy Gagnon verpflichtet. Die Trappers gehörten demselben Investor wie die Schenectady Chiefs, Robert Critelli, der nach kurzer Zeit nicht mehr die Gehaltszahlungen aufrechterhalten konnte, weshalb das Team bereits im Laufe seiner Premierenspielzeit am 7. November 1981 nach nur sechs absolvierten Spielen gezwungen war vorzeitig den Spielbetrieb einzustellen.

## Saisonstatistik
Abkürzungen: GP = Spiele, W = Siege, L = Niederlagen, T = Unentschieden, OTL = Niederlagen nach Overtime SOL = Niederlagen nach Shootout, Pts = Punkte, GF = Erzielte Tore, GA = Gegentore, PIM = Strafminuten
| Saison  | GP | W | L | T | OTL | SOL | Pts | GF | GA | Platz    | Playoffs |
| 1981–82 | 6  | 2 | 4 | 0 | —   | —   | 4   | 26 | 32 | 7., ACHL |          |

## Team-Rekorde

### Karriererekorde
Spiele: 6  Glenn Abrahamson u. a.
Tore: 5  Kevin Fitzpatrick
Assists: 7  Jerry Welch
Punkte: 10  Jerry Welch
Strafminuten: 23  Ken Roberge